# Achlorhydrie
 (décembre 2024).
 Mise en garde médicale
L’achlorhydrie et l’hypochlorhydrie se rapportent à des états où le niveau d’acide chlorhydrique dans le liquide gastrique (essentiel pour la digestion) est bas (hypochlorhydrie), voire inexistant (achlorhydrie).

## Causes
- Trouble du système immunitaire où l’on trouve une production d’anticorps contre les cellules pariétales qui produisent normalement l'acide gastrique : Anémie pernicieuse
- L’utilisation de médicaments diminuant la production d’acide gastrique (comme les antihistaminiques H2), ou le transport (comme les inhibiteurs de la pompe à protons)
- Un symptôme de maladie rare, comme dans le cas de la Mucolipidose type 4 ou de la maladie de Ménétrier.
- Un symptôme d’une infection à Helicobacter pylori, qui neutralise l’acide gastrique pour survivre dans l’estomac
- Ou des symptômes de cancer de l'estomac, d'anémie pernicieuse...

## Diagnostic
90 % des patients atteints d’achlorhydrie possèdent des anticorps discernables contre
les pompes hydrogène/potassium. Le diagnostic est fait si le pH gastrique demeure haut (>4.0) en dépit de la stimulation maximum de la pentagastrine (analogue synthétique de la gastrine). Des niveaux élevés de gastrine sont souvent détectés.

## Présentation
L’achlorhydrie et l’hypochlorhydrie peuvent mener à une surpopulation microbienne du fait que les qualités désinfectantes de l’acide gastrique sont diminuées. Cela peut augmenter les risques d’infections dans la région digestive.

## Traitement
Le traitement se focalise sur les causes sous-jacentes, via l’injection de vitamine comme la vitamine B12 (qui est mal absorbée en l’absence de facteur intrinsèque), et sur la surveillance de l’alimentation en évitant les nourritures qui peuvent avoir une charge microbienne élevée.